# Comte Dràcula
El comte Dràcula és un personatge de ficció creat per l'escriptor Bram Stoker en la seva novel·la epistolar Dràcula publicada el 26 de maig de 1897.
L'escriptor britànic posa en escena un comte hematòfag que renova la imatge del mort vivent tradicional i s'afirma com el nou arquetip del vampir, una expressió duradora del mite a través del temps. Aquest personatge fou reprès i posteriorment transformat en nombroses obres, especialment en el cinema.

## Creació
Escrit a finals del segle xix, Dràcula és una novel·la epistolar el personatge principal del qual és un vampir. Ajudat de manera involuntària pel jove Jonathan Harker, aquest personatge abandona Transsilvània per anar-se'n a Anglaterra on posseeix a Lucy Westenra, amiga de la núvia de Jonathan Harker. Aquest últim, amb l'ajuda del professor Abraham Van Helsing, John Seward, Morris Quincey i Arthur Holmwood Lord Godalming, farà el seguiment del vampir i l'eliminarà en un ritual.
Segons Denis Buican i Neagu Djuvara, Bram Stoker es va inspirar en moltes fonts per al seu personatge: 
- En primer lloc, el tema del vampir va aparèixer el 1819 a Anglaterra, durant la moda de la novel·la gòtica: John William Polidori (The Vampire inspirat en una idea original de Lord Byron), Sheridan Le Fanu (Carmilla), però també, a Alemanya, Karl Von Wachsmann (Der Fremde, el 1844, amb tots els ingredients: castell a Transsilvània, boscos foscos, personatge maleït, viatgers atemoritzadors...) i, a França, Charles Nodier (Histoires de vampire), Théophile Gautier (La morte amoureuse), Paul Féval (que converteix el gul en la femella del vampir a La Vampire de 1856) i sobretot, cinc anys abans de Dràcula, Jules Verne (Le Château des Carpathes).[3]
- El nom del comte Dràcula es marca amb el sobrenom de dos voivodes de Valàquia del XV : Vlad Țepeș ("Vlad l'Empalador") i el seu pare Vlad Dracul ("Vlad el Drac"), anomenat així perquè era membre de l'Ordre del Drac; Vlad Țepeș va ser qualificat en certs llibres publicats pels seus enemics Draculea. Dracul no era només el sobrenom de Vlad, sinó també el d'un altre voivode posterior : Mihail Ier Șuțu (1730 - 1803, va regnar de 1783 a 1795). La vida d'aquests voivodes vallacians és descrita per fonts hostils com Histoires de la Moldavie et de la Valachie de Johann Christian Engel, publicades a principis del segle xix, que els presenta com a tirans sanguinaris. Bram Stoker podria tenir accés directament a la llibreria o biblioteca, o bé als articles de Ármin Vámbéry, professor de la Universitat de Budapest, que probablement és Arminius Vambery citat pel D Gabriel Van Helsing (personatge de la novel·la) com "amic" i font d'informació. A més, "dracul" també significa "diable". Aquesta ambigüitat semàntica va ser desenvolupada a la novel·la per Stoker, desitjós d'emfatitzar l'aspecte demoníac del personatge: s'alimenta de la sang de les seves víctimes i al seu torn les converteix en vampirs. A part del nom, el Dràcula de Stoker, però, no té cap connexió directa amb la figura històrica: el comte es descriu a si mateix com un príncep dels Sículs de Transsilvània, el castell del qual es troba a prop de Bistrița. Stoker és el primer (i l'únic del seu temps) a imaginar un vincle entre Vlad Țepeș i aquell que encarnaria el mite modern del vampir. Dràcula deriva de Dràculea que significa "fill del diable" o "fill del drac".[4]
- Algunes paraules posades per Stoker a la boca dels camperols com "vrolok" i "vlkoslak", demostren que l'escriptor coneixia el mite de "vrykolakas" ("morts-vivents") descrits al mateix temps per Emily Gerard, autora de llibres sobre folklore de Transsilvània. Dràcula també es anomenat Nosferatu.[5] Gerard i Stoker van escriure que el nom significaria "vampir" o "no mort" en romanès, però no és així: "nesuferitu" significa "l'indiscutible", en altres paraules, el Diable.[6]
- Stoker també podria haver tingut a les mans una de les moltes històries breus inspirades en la història tràgica del jesuïta László Turóczi,[7] publicada el 1730 i que explicava les suposades escapades sagnants de la comtessa Elisabeth Báthory a l'actual Eslovàquia.
- Stoker va escriure la seva novel·la en l'horror mediàtic provocada pel seu contemporani Jack the Ripper, que va assaltar a Londres el 1888.
- Finalment, la zoologia de l'època victoriana, molt oberta a tothom, ja havia donat a conéixer a l'atenció d'un públic aficionat als animals exòtics, l'existència en Amèrica de Sud d'una família de ratpenats xucladors de sang, batejada immediatament com "vampirs".

A més, en un article dedicat a les possibles influències del folklore irlandès sobre l'obra de Stoker, Bob Curran, professor d'història i folklore celta de la Universitat d'Ulster, subratlla la proximitat dels noms Dracula i Droch Ola (que significa "sang dolenta" en gaèlic).
Les ubicacions de l'acció, parcialment compartides amb les de Vlad Țepeș, s'indiquen a la novel·la en la seva forma alemanya segons els mapes disponibles en aquell moment (Transsilvania era aleshores austríaca) que, segons Buican, potser va contribuir a l'èxit que el personatge de Dràcula i el seu avatar Nosferatu van conèixer a països de parla alemanya.

## Descripció

### Físic

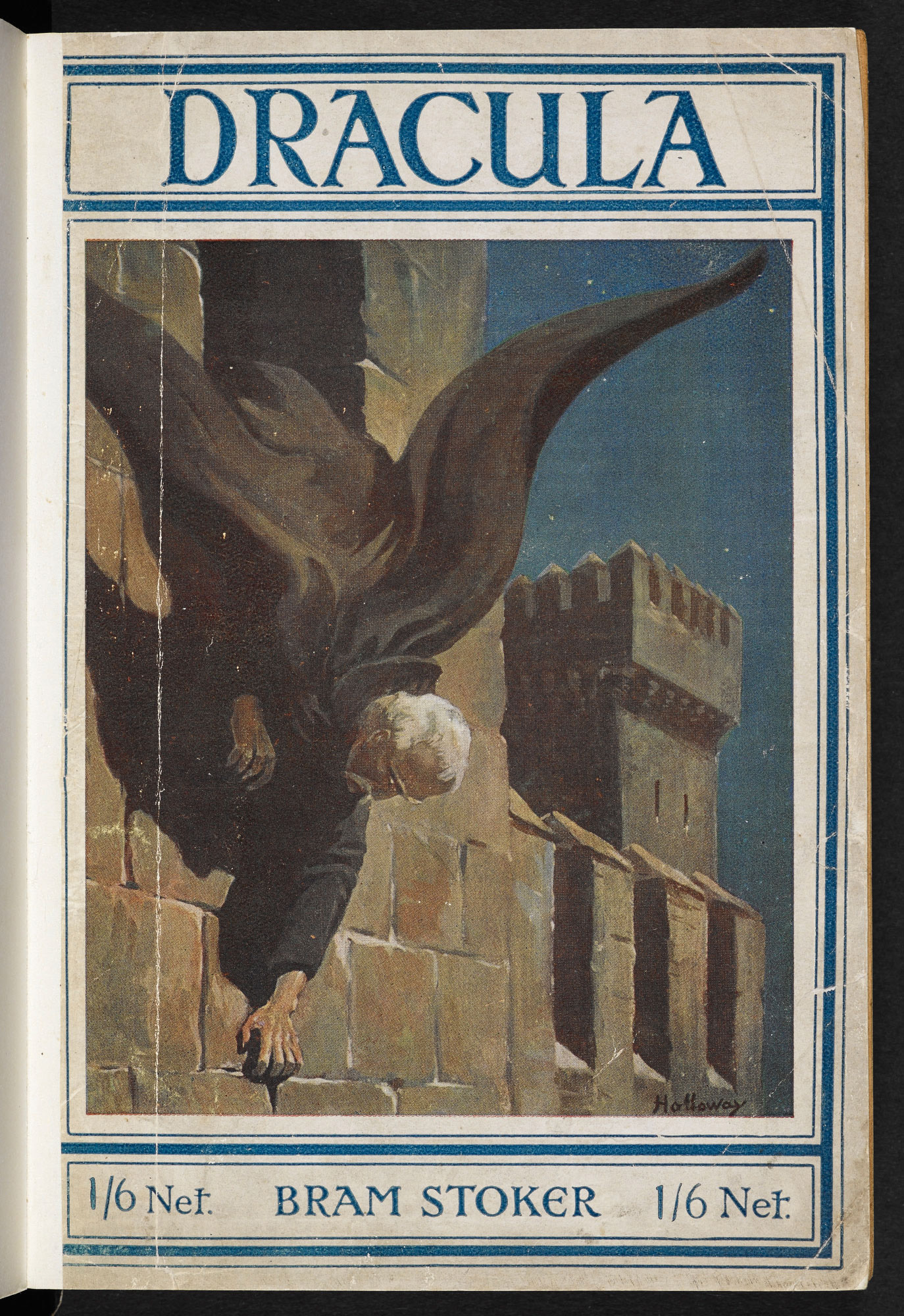
El comte Dràcula s'arrossegava com un llangardaix per la paret del seu castell. Il·lustració de portada de Holloway per a una edició britànica de la novel·la de Bram Stoker (Londres, William Rider & Son, 1919).

La representació del comte Dràcula ha evolucionat al llarg del temps.
Stoker descriu el físic de Dràcula en detall al capítol II de Dràcula, l'home de la nit: els cabells blancs (quan va conèixer a Harker) van recuperant color gradualment a mesura que el comte es fa jove. Canins afilats i desenvolupats, així com una mala olor prové d'ell. El comte Dràcula té la particularitat de no tenir ombra i no poder reflectir-se en un mirall. Tot i que posseeix un carisma que hipnotitza les seves preses, va ser un vell –que es va fer jove al llarg de la novel·la– sense res de seductor.
Per fer el retrat del seu monstre, Stoker es va inspirar en les tesis de Cesare Lombroso, molt popular a l'època: es creia llavors que la forma de la cara d'un home indicava el seu personatge i el retrat de Dràcula correspon al de "tipus criminal" de Lombroso. A més, David J. Skal, que assenyala diverses referències a l'obra de William Shakespeare a la novel·la, relaciona Dracula amb Hamlet que, també, anava vestit de negre.
El Nosferatu de Murnau té moltes de les característiques físiques del personatge de Stoker, però també algunes diferències com l'absència de pèl i especialment incisius afilats, en lloc dels canins.
En les pel·lícules produïdes per Universal Pictures i posteriorment per la Hammer, el conte Dracula (interpretat per Bela Lugosi i més tard per Christopher Lee) es retrata com un aristòcrata en la seva posició més elevada, alta i esvelta, amb trets fins, una pell pàl·lid i els cabells negres. Va vestit amb un vestit fosc i una gran capa negra amb folre vermell.

### Personalitat
Les adaptacions de Dràcula ja no es poden comptar, ja que són nombroses. Tot i això, algunes d'aquestes adaptacions no ens aporta la mateixa lectura. El personatge de Dràcula representa un catalitzador: en ell cristallitzen representacions molt diverses segons la personalitat dels autors que l'evoquen.
L'estructura de la novel·la Dracula de Stoker és peculiar: la majoria dels personatges escriuen un diari i és el resultat final el muntatge d'aquests diferents testimonis. En aquests testimonis, el vampir es presenta, la majoria de vegades, com un monstre sense cor, una representació del mal absolut. Però no sempre és així. Així que Mina Harker sent llàstima per ell. Pel que fa a Abraham Van Helsing, està fascinat, tant per la figura històrica que era Dracula com pel mateix vampir; es meravella per l'enginy que demostra el príncep de la foscor per preparar-se per al seu viatge a Londres.
En les altres adaptacions, el vampir apareix amb diferents trets de caràcter. A Nosferatu, Phantom der Nacht, un remake de Werner Herzog de la pel·lícula de Murneau, és un pres del temps que no el deixa en pau: confessa a Jonathan el seu dolor per no poder morir. Dràcula és un personatge cruel a les pel·lícules de la Hammer, però també té un cert sentit de la justícia: a Horror of Dracula, si decideix convertir en vampir a la núvia de Jonathan, és, diu Van Helsing, perquè aquest últim va matar la dona-vampir que vivia amb ell; de la mateixa manera, a La missa per a Dràcula, el vampir es proposa matar els homes que van assassinar aquell que li va permetre aixecar-se de les seves cendres.

### Poders
Es pot transformar en llop, ratpenat, gos, boira i partícules de llum en un raig de lluna, però també un home atractiu (com a Dracula de Francis Ford Coppola i Dracula 2000 de Wes Craven). És capaç d'hipnotitzar les preses que es troben al seu poder. També és capaç de surar a l'aire i de controlar els elements (tempesta, boira, tro) però en un espai limitat. Pot veure-hi a la foscor, fer pujar el vent; és immortal i la sang de les seves víctimes el fa més jove. Té una força sobrehumana i uns sentits sobre-desenvolupats.
Les facultats prestades a Dràcula varien segons les versions. Així, a la novel·la de Stoker, el recompte de vampirs pot fer-se alt o encongir-se, fent que certs animals com llops, guineus, rates, mussols, ratpenats o arnes l'obeeixin, penetrar a la ment de éssers la sang dels quals bevia. Té força hercúlia, pot aferrar-se a la paret com un llangardaix i és capaç d'assumir una forma etèrea fent que sigui immune a qualsevol atac; entre altres coses, coneix necromània, telepatia, hipnosi. Pel que fa a la sang que beu, la fa rejovenir i fer-se més fort, però el fet de no beure-la no posa en dubte la seva immortalitat.
A les pel·lícules, s'explota sobretot les seves habilitats transformadores en ratapinyades i la seva immortalitat.
La novel·la també detalla un gran nombre de discapacitats; així, Dràcula no pot entrar a casa d'algú sense haver estat convidat prèviament, només pot dormir en terres consagrades, no pot creuar aigua corrent, no pot creuar aigua viva a la marea alta, no pot beneficiar-se dels seus poders durant el dia. El seu cos no projecta cap ombra, la seva imatge no es reflecteix en cap mirall. Només pot moure’s al voltant de la mitjanit o a la nit i només es pot allotjar a la terra on va ser enterrat durant la seva vida, a la tomba d'un ésser que havia convertir en vampir o a la de una ànima maleïda: per exemple, per un suïcidi. L'all, un crucifix, un hòstia o aigua beneïda el repel·leixen; una branca de rosa salvatge, col·locada al taüt, li impedeix sortir.
A més, hi ha diverses maneres de destruir-lo. La novel·la de Stoker n'assenyala algunes: perforar-li el cor amb una estaca, decapitar-lo o disparar una bala santa a la seva tomba. A Nosferatu, Murnau indica només una forma: una dona pura ha de contenir el vampir tota la nit i fer-lo oblidar el cant del gall. Va ser aquesta indicació la que va portar a altres realitzadors, a part de Coppola, a explotar la idea que la llum del dia també era perjudicial per als vampirs.

### Família
Algunes pel·lícules li donen una filla i un fill. A la sèrie Tomb of Dracula, es casa amb Domini amb qui té un fill semi-diví, Janus; també té una filla d'essència malèfica, Lilith. Un altre descendent, per una línea successòria d'abans que es convertís en vampir, és Frank Drake.
A la sèrie de videojocs de Castlevania, Dràcula va tenir un fill amb una mortal. La mort de la seva estimada, assassinada per la Inquisició, el va portar a convertir-se en un ésser malvat, desitjós de dominar la humanitat. El seu fill, mig vampir Alucard, s'hi oposa regularment.

## Obres on apareix el personatge

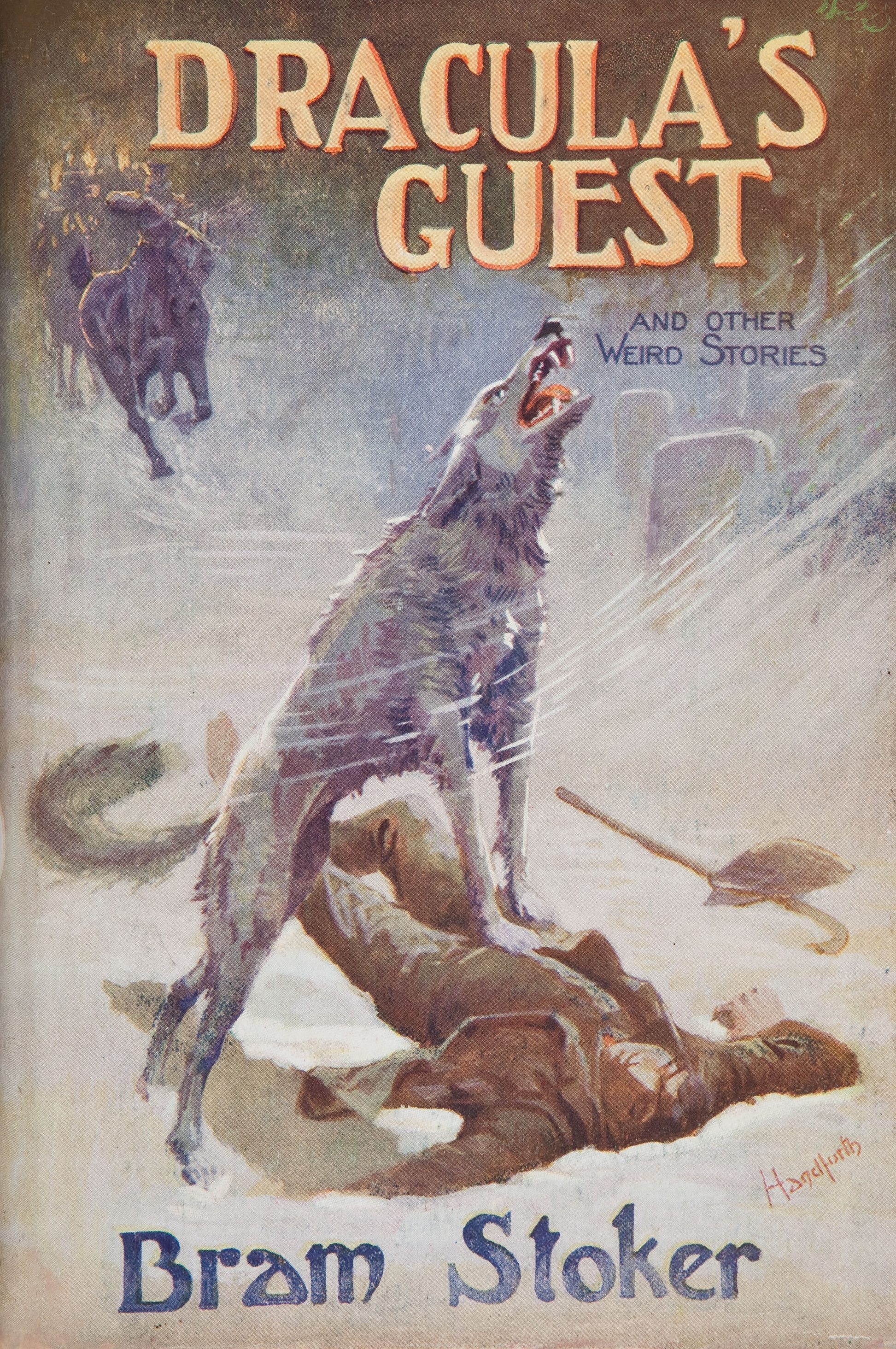
Dracula's Guest and Other Weird Stories, una col·lecció d'històries curtes escrites per Bram Stoker.

### Novel·les
- Bram Stoker, Dràcula, Archibald Constable and Company, 1897
- Dracula's Guest and Other Weird Stories (1914)
- Freda Warrington, Dracula the Un-dead, Penguin Books, 1997
- Dacre Stoker i Ian Holt, Dracula the Un-dead, Michel Lafon, 2009
- Françoise-Sylvie Pauly, La convidada de Dràcula, Denoël, 2001
- Siria James, Dracula mon amour, col·lecció Lluna negra, Hachette, 2010
- Pau Travesset, Dracula, Cruïlla, 2021

#### Traduccions al català
- Stoker, Bram. Dràcula. Traducció: Sílvia Aymerich.  Laertes, 2002 (L'Arcà, 8). ISBN 978-84-7584-104-5.[9]
- Stoker, Bram. El convidat de Dràcula. Traducció: Joan Pastor.  Edicions Tres i Quatre, 09-2003 (El grill, 63). ISBN 978-84-7502-680-0.[10]
- Stoker, Bram. Dràcula. Traducció: Anna Gasol.  Barcanova, 2011. ISBN 978-84-4892-679-3.
- Stoker, Bram. Dràcula. Traducció: Xavier Zambrano.  Viena edicions, 10-2022 (Club Victòria, 8). ISBN 978-84-18908-64-4.[11]

### Teatre

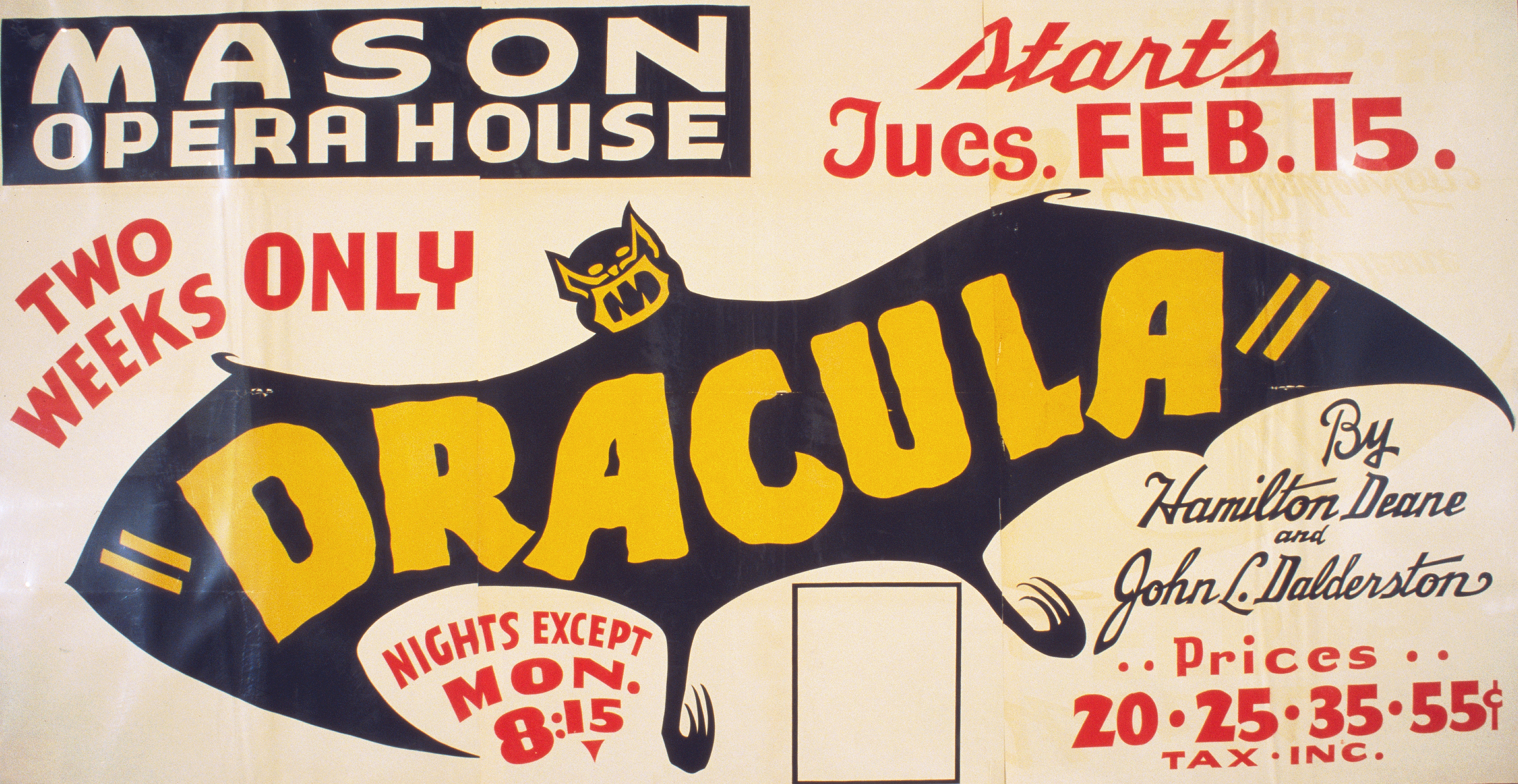
Cartell d'una producció nord-americana de Dràcula de Hamilton Deane i John L. Balderston el 1938.

Si es coneix molt l'amor que té el món del cinema pel personatge, és a l'escenari on va néixer la popularitat del vampir.
Stoker va estar íntimament relacionat amb la comunitat teatral i va treballar al Lyceum Theatre durant gairebé vint anys. Tenia una gran admiració per l'actor Henry Irving i havia expressat el desig que interpretés el paper de Dràcula en una adaptació teatral de la novel·la, cosa que no va passar mai.
Tanmateix, Bram Stoker va escriure aquesta adaptació, que va titular Dracula: or the undead que va llegir al Lyceum Theatre el 18 de maig de 1897. El 31 de maig, l'escriptor va presentar el guió al despatx de Lord Chamberlain que aleshores era el censor oficial de les representacions teatrals. Aquesta adaptació ha estat reeditada recentment sota la direcció de Sylvia Starshine.
El 1924, el britànic Hamilton Deane va interpretar un Dràcula sensiblement diferent de l'obra escrita per Stoker. David J. Skal subratlla, de fet, que els problemes de costos han provocat una reducció dels llocs presentats en l'obra; per tant, perquè el vampir pogués interactuar amb els altres personatges, era necessari que fos convidat per ells i, per tant, que fos presentat com un ésser més sociable que el Dràcula de Stoker. Durant la interpretació d'aquesta peça, el vampir també va adoptar aquest aspecte menys monstruós que se li atribueix més fàcilment.
L'obra de Deane va ser reescrita per Horace Liveright que va voler presentar-la al públic nord-americà. És en aquesta versió que el vampir porta aquesta capa amb un coll particularment alt, que lluiran les següents representacions. Per interpretar el personatge de Dràcula, Liveright l'encarrega a un actor hongarès, Bela Ferenc Dezso Blasko: Béla Lugosi. Aquesta obra, presentada a Broadway a partir d'octubre de 1927, serà un èxit i cridarà l'atenció de Hollywood: els Universal Studios encarregaran Tod Browning per donar-li una versió cinematogràfica el 1931.
Des de llavors, al costat de la seva formidable carrera cinematogràfica, Dràcula ha estat objecte d'altres representacions teatrals; per exemple, Dracula: sabbat de Leon Katz (1970), Dracula: un musical nightmare de John Douglas i John Aschenbremer (1978), Dracula (1978) amb Jeremy Brett o Mac Wellman's Dracula (1994).
El príncep de la foscor també ha inspirat a directors de ballet com Jean-Claude Gallotta que, el 2001, va crear per a l'òpera de París un ballet titulat Nosferatu, o Mark Godden, autor el 1998 d'un Dracula que va tenir molt èxit i que es va adaptar al cinema amb el títol Dracula, Pages From a Virgin's Diary (2003).
També s'ha fet un comèdia musical, de Gregory Hlady, protagonitzat per Bruno Pelletier en el paper del famós comte a l'espectacle Dracula, entre l'amour et la mort (2004). Està envoltat de diversos artistes de renom del Quebec (Sylvain Cossette, Andrée Watters, Daniel Boucher, Pierre Flynn, Gabrielle Destroismaisons). Roger Tabra proporciona la lletra a la música de Simon Leclerc. L'espectacle va tenir un gran èxit a Quebec el 2006, abans de fer una sèrie d'actuacions a França el 2008 (Daniel Boucher va cedir el seu paper de Renfield a Matt Laurent, una altra aposta segura en el panorama musical del Quebec).

### Cinema i televisió
El personatge de Dràcula va obtenir la seva popularitat actual més del cinema que de la literatura. Hi ha al voltant de 200 pel·lícules protagonitzades pel rei dels vampirs, convertint-lo en una de les figures cinematogràfiques més populars. Cadascuna d'aquestes pel·lícules adapta el treball de Stoker de manera diferent: la trama i les característiques dels personatges, inclosos els seus noms, rarament són les mateixes.
| Any          | Títol                                                          | Actor que interpreta Dràcula | Notes |
| ------------ | -------------------------------------------------------------- | ---------------------------- | --- |
| 1921         | Dracula's Death                                                | Erik Vanko                   | Pel·lícula perduda                                                                                          |
| 1922         | Nosferatu                                                      | Max Schreck                  | Reanomenat Count Orlok per motius legals                                                                    |
| 1931         | Dracula                                                        | Bela Lugosi                  | |
| 1931         | Drácula                                                        | Carlos Villarías             | Versió espanyola amb els mateixos conjunts que la versió Lugosi, però amb un repartiment i equip diferents. |
| 1943         | Son of Dracula                                                 | Lon Chaney Jr.               | |
| 1944         | House of Frankenstein                                          | John Carradine               | |
| 1945         | House of Dracula                                               | John Carradine               | |
| 1948         | Abbott and Costello Meet Frankenstein                          | Bela Lugosi                  | |
| 1953         | Drakula İstanbul'da                                            | Atıf Kaptan                  | |
| 1958         | Dracula                                                        | Christopher Lee              | |
| 1958         | The Return of Dracula                                          | Francis Lederer              | |
| 1964         | Batman Dracula                                                 | Jack Smith                   | |
| 1966         | Dràcula, príncep de les tenebres (Dracula: Prince of Darkness) | Christopher Lee              | |
| 1966         | Billy the Kid vs Dracula                                       | John Carradine               | |
| 1967         | Mad Monster Party?                                             | Allen Swift                  | Pel·lícula d'animació                                                                                       |
| 1967         | Blood of Dracula's Castle                                      | Alexander D'Arcy             | |
| 1968         | Dracula Has Risen from the Grave                               | Christopher Lee              | |
| 1968         | Dracula                                                        | Denholm Elliott              | Episodi de la sèrie de televisió britànica Mystery and Imagination                                          |
| 1969         | Las vampiras                                                   | John Carradine               | |
| 1969         | The Magic Christian                                            | Christopher Lee              | |
| 1970         | Count Dracula                                                  | Christopher Lee              | |
| 1970         | Taste the Blood of Dracula                                     | Christopher Lee              | |
| 1970         | One More Time                                                  | Christopher Lee              | |
| 1970         | Scars of Dracula                                               | Christopher Lee              | |
| 1970         | Cuadecuc, vampir                                               | Christopher Lee              | |
| 1970         | Jonathan                                                       | Paul Albert Krumm            | |
| 1971         | Dracula vs. Frankenstein                                       | Zandor Vorkov                | |
| 1971         | Night Gallery                                                  | Francis Lederer              | Episodi: "The Devil Is Not Mocked"                                                                          |
| 1972         | Blacula                                                        | Charles Macaulay             | |
| 1972         | Mad Mad Mad Monsters                                           | Allen Swift                  | Pel·lícula d'animació                                                                                       |
| 1972         | Dracula A.D. 1972                                              | Christopher Lee              | |
| 1972         | Count Dracula's Great Love                                     | Paul Naschy                  | |
| 1973         | Scream Blacula Scream                                          | Charles Macaulay             | |
| 1973         | The Satanic Rites of Dracula                                   | Christopher Lee              | |
| 1973         | Bram Stoker's Dracula                                          | Jack Palance                 | Pel·lícula de televisió                                                                                     |
| 1974         | Blood for Dracula                                              | Udo Kier                     | |
| 1974         | Legend of the 7 Golden Vampires                                | John Forbes-Robertson        | |
| 1974         | Vampira                                                        | David Niven                  | |
| 1975         | Lady Dracula                                                   | Stephen Boyd                 | Alemanya (estrenada el 1977)                                                                                |
| 1976         | Dracula and Son                                                | Christopher Lee              | |
| 1977         | Dracula's Dog                                                  | Michael Pataki               | |
| 1977         | Count Dracula                                                  | Louis Jourdan                | Pel·lícula de televisió                                                                                     |
| 1978         | Doctor Dracula                                                 | John Carradine               | |
| 1979         | Nosferatu the Vampyre                                          | Klaus Kinski                 | Remake de Nosferatu (1922) amb els noms dels personatges de la novel·la restaurats                          |
| 1979         | Cliffhangers                                                   | Michael Nouri                | Episodi: "The Curse of Dracula"                                                                             |
| 1979         | Love at First Bite                                             | George Hamilton              | |
| 1979         | Nocturna                                                       | John Carradine               | |
| 1979         | Dracula                                                        | Frank Langella               | |
| 1979         | The Halloween That Almost Wasn't                               | Judd Hirsch                  | Pel·lícula de televisió                                                                                     |
| 1985         | Fracchia Vs. Dracula                                           | Edmund Purdom                | |
| 1987         | The Monster Squad                                              | Duncan Regehr                | |
| 1988         | Waxwork                                                        | Miles O'Keeffe               | |
| 1988         | Scooby-Doo and the Ghoul School                                | Zale Kessler                 | Pel·lícula d'animació                                                                                       |
| 1988         | Scooby-Doo! and the Reluctant Werewolf                         | Hamilton Camp                | Pel·lícula d'animació                                                                                       |
| 1989         | The Super Mario Bros. Super Show                               | Jim Ward                     | Episodi: "Bats in the Basement"                                                                             |
| 1989         | Superboy                                                       | Lloyd Bochner                | Episodi: "Young Dracula"                                                                                    |
| 1990–1991    | Dracula: The Series                                            | Geordie Johnson              | Sèrie de televisió                                                                                          |
| 1992         | Dràcula de Bram Stoker (Bram Stoker's Dracula)                 | Gary Oldman                  | |
| 1993         | The Young Indiana Jones Chronicles                             | Bob Peck                     | Episodi: "Transylvania, January 1918"                                                                       |
| 1993         | U.F.O.                                                         | Antony Georghiou             | |
| 1995         | Monster Mash                                                   | Anthony Crivello             | |
| 1995         | Dracula: Dead and Loving It                                    | Leslie Nielsen               | |
| 1997         | The Creeps                                                     | Phil Fondacaro               | |
| 2000         | Dracula 2000                                                   | Gerard Butler                | |
| 2000         | Buffy the Vampire Slayer                                       | Rudolf Martin                | Episodi: "Buffy vs. Dracula"                                                                                |
| 2000         | Dark Prince: The True Story of Dracula                         | Rudolf Martin                | Pel·lícula de televisió                                                                                     |
| 2001         | Dracula, the Musical                                           | Tom Hewitt                   | |
| 2002         | Dracula: Pages from a Virgin's Diary                           | Zhang Wei-Qiang              | |
| 2002         | Dracula                                                        | Patrick Bergin               | |
| 2003         | Dracula II: Ascension                                          | Stephen Billington           | |
| 2004         | Van Helsing                                                    | Richard Roxburgh             | |
| 2004         | Blade: Trinity                                                 | Dominic Purcell              | |
| 2004         | Dracula 3000                                                   | Langley Kirkwood             | |
| 2005         | The Batman vs. Dracula                                         | Peter Stormare               | Pel·lícula d'animació                                                                                       |
| 2005         | Dracula III: Legacy                                            | Rutger Hauer                 | |
| 2005–2008    | The Grim Adventures of Billy & Mandy                           | Phil LaMarr                  | Sèrie d'animació                                                                                            |
| 2006         | Dracula                                                        | Marc Warren                  | Pel·lícula de televisió                                                                                     |
| 2006–2014    | Young Dracula                                                  | Keith-Lee Castle             | Sèrie de televisió                                                                                          |
| 2008         | Supernatural                                                   | Todd Stashwick               | Episodi: "Monster Movie"                                                                                    |
| 2008         | The Librarian: Curse of the Judas Chalice                      | Bruce Davison                | |
| 2009         | House of the Wolf Man                                          | Michael R. Thomas            | |
| 2012         | Dracula 3D                                                     | Thomas Kretschmann           | |
| 2012         | Hotel Transylvania                                             | Adam Sandler                 | Sèrie d'animació                                                                                            |
| 2012         | Dracula Reborn                                                 | Stuart Rigby                 | Pel·lícula de televisió                                                                                     |
| 2013         | Dracula                                                        | Jonathan Rhys Meyers         | Sèrie de televisió                                                                                          |
| 2013         | Dear Dracula                                                   | Ray Liotta                   | Pel·lícula d'animació                                                                                       |
| 2013         | Dracula: The Dark Prince                                       | Luke Roberts                 | |
| 2014         | Dracula Untold                                                 | Luke Evans                   | |
| 2015         | Hotel Transylvania 2                                           | Adam Sandler                 | Pel·lícula d'animació                                                                                       |
| 2016         | Penny Dreadful                                                 | Christian Camargo            | Sèrie de televisió                                                                                          |
| 2016         | Welcome To Monster High                                        | Michael Sorich               | Pel·lícula d'animació                                                                                       |
| 2017         | Monster High: Electrified                                      | Michael Sorich               | Pel·lícula d'animació                                                                                       |
| 2017–present | Castlevania                                                    | Graham McTavish              | Pel·lícula d'animació                                                                                       |
| 2017–present | Monster High: The Adventures of the Ghoul Squad                | Michael Sorich               | Pel·lícula d'animació                                                                                       |
| 2017         | Monster Family                                                 | Jason Isaacs                 | Pel·lícula d'animació                                                                                       |
| 2018         | Hotel Transylvania 3: Summer Vacation                          | Adam Sandler                 | Pel·lícula d'animació                                                                                       |
| 2019         | Van Helsing                                                    | Tricia Helfer                | Sèrie de televisió                                                                                          |
| 2020         | Dracula                                                        | Claes Bang                   | Sèrie de televisió                                                                                          |

#### Nosferatude Murnau
La primera adaptació del llibre de Bram Stoker és l'obra mestra Nosferatu (Nosferatu, eine Symphonie des Grauens) dirigida per Friedrich Murnau el 1922. El productor de la pel·lícula Albin Grau va intentar evitar pagar els drets d'autor i amb aquest objectiu va canviar el nom de tots els personatges així com la ubicació de la trama. Això no va impedir que l'hereva, Florence Stoker, el demandés i obtingués la destrucció dels negatius originals, així com la majoria de les còpies. L'actor que va interpretar el paper del comte Dràcula, anomenat "comte Orlock" en aquesta versió, Max Schreck, era tan persuasiu que es rumorejava que era un veritable vampir. Aquesta idea va ser represa el 2000 a la pel·lícula L'Ombra del vampire (Shadow of the vampire), dirigida per Elias Merhige. La pel·lícula barreja anècdota del conjunt i elements fantàstics, arribant a la hipòtesi que Schreck (interpretat per Willem Dafoe) era un veritable vampir.
Aquest primer Nosferatu va ser objecte d'una nova versió pròpia: Nosferatu, Phantom der Nacht (Nosferatu, fantasma de la nit) de Werner Herzog el 1979 amb Klaus Kinski, Isabelle Adjani i Bruno Ganz. En aquesta nova versió, el personatge del vampir es diu efectivament Dràcula, els altres personatges també troben els noms que tenien a la novel·la. El 1988, Augusto Caminito va dirigir Nosferatu a Venezia on Kinski interpreta un vampir anomenat Nosferatu (i ja no Dracula, ni el comte Orlock) però sense reprendre el seu maquillatge de la pel·lícula anterior.

#### Adaptacions d'estudis universals: 1931-1948
El 1931, Bela Lugosi va interpretar per primera vegada a Dracula en una pel·lícula de Tod Browning, Dracula amb Helen Chandler. Va assumir aquest paper en quatre ocasions. Lugosi mereix el crèdit de dotar a Dracula de la seva dimensió eròtica al cinema (la dimensió sexual de Nosferatu és més psicoanalítica), perdent a canvi el poder fascinant del terror de Max Schreck. El guió cinematogràfic de Browning no és una adaptació directa de la novel·la de Stoker, sinó la de Deane Hamilton, en la qual ja jugaven Lugosi (Dràcula) i Edward Van Sloan (Van Helsing). Gregory A. Waller assenyala, però, que a l'adaptació de la pel·lícula es van afegir escenes de Stoker que havien estat omeses per Deane per raons essencialment pràctiques; viatges per mar, per exemple. La crítica també subratlla una duotomia, introduïda a la pel·lícula, entre Reinfield i Dràcula, la primera que no s'integrava a la societat transilvània, mentre que la segona mostra una sociabilitat absent. Per l'anècdota, el 1956, Bela Lugosi va ser enterrat amb la capa de Dràcula a petició de la seva dona.

#### Adaptacions de Hammer Films (1958-1976)
El segon actor més representatiu del paper de Dràcula va ser Christopher Lee, que va aparèixer a la pel·lícula de 1958 de Terence Fisher: Horror of Dràcula. Es tracta d'una versió més gòtica de l'obra, denominada la 30a pel·lícula britànica més gran de tots els temps per la revista Total Film el 2004. A continuació, Hammer Films va produir una desena de pel·lícules al voltant del personatge de Dràcula, totes interpretades per Christopher Lee excepte la darrera.

#### Produccions paral·leles
A més de les produccions de Universal i Hammer Films, també abunden altres obres cinematogràfiques, de les quals són les principals: 
- Drakula realitzada el 1921 de Karoly Lajthay, amb Margit Lux i Paul Askonas. Dos anys abans de la pel·lícula de Murnau, aquesta pel·lícula hongaresa, feta sense permís de la vídua de Bram Stoker, va ser considerada per primera vegada com la primera adaptació de la novel·la. Trobades més recents semblen indicar que no és així. Malauradament, aquesta pel·lícula ara es considera perduda.
- Drácula dirigida el 1931 per George Melford i Enrique Tovar Avalos amb Carlos Villarias i Lupita Tovar. Aquesta pel·lícula, realitzada el mateix any que la producció homònima de Tod Browning, va ser rodada amb els mateixos decorats i utilitza la mateixa trama.
- El personatge de Dràcula va donar lloc a un altre personatge, el de l'assassí de vampirs, sovint un antic científic una mica boig, ben escenificat a la pel·lícula de Roman Polanski, The Fearless Vampire Killers el 1967; també hi ha les línies Belmont, Van Helsing o Buffy. En aquesta pel·lícula també apareix un vampir homosexual, el fill mateix del comte que suggereix que Dràcula es pot reproduir.
- Blacula, pel·lícula de blaxploitation dirigida el 1972 per William Crain amb William Marshall i Vonette McGee. Aquesta pel·lícula no presenta el famós vampir, sinó que l'evoca implícitament a través del títol. El seguiran, un any després, Scream, Blacula, Scream dirigida el 1973 per Bob Kelljan amb William Marshall i Pam Grier.
- Dràcula dirigida el 1973 per Dan Curtis amb Jack Palance i Simon Ward. És aquesta adaptació la que plantejarà per primera vegada la idea del vampir enfrontat a la reencarnació del seu amor perdut, que s'explotarà posteriorment en l'adaptació de Francis Ford Coppola.
- Andy Warhol's Dracula dirigida el 1974 per Paul Morrissey amb Udo Kier i Joe Dallesandro. Aquí Dràcula ha de beure la sang d'una verge per recuperar el seu vigor. Per això, va a conèixer les filles d'un noble en deute amb el pretext de casar-se amb una d'elles. Però les belleses no són tan pures com afirmen i han sucumbit als encants del jove camperol masclista que està a les seves ordres. Aquesta versió, francament eròtica, es destaca en particular per la reversió del paper que estableix. Aquí, Dràcula està malalt, morint de fam, de cap manera terrorífica; la seva fragilitat i la seva noblesa s'oposen a la duresa viril del camperol que sense voler es desprèn dels seus plans. Els valors transmesos són els d'un temps sacsejat per la revolució sexual: l'exigència de la virginitat es presenta aquí de forma negativa, ja que és gràcies al seu llibertisme que els personatges aconsegueixen frustrar els plans del comte.
- Count Dracula dirigida el 1977 per Philip Saville amb Louis Jourdan i Frank Finlay. Aquesta adaptació per a la BBC és una de les més properes i fidels a la novel·la original. També és una de les primeres a utilitzar la majoria dels personatges originals. El personatge de Quincey absent d'altres versions cinematogràfiques apareix per primera vegada aquí.
- Dracula dirigida el 1979 per John Badham amb Frank Langella i Laurence Olivier. Aquesta versió pren com a punt de partida el viatge de Dràcula fins a les costes angleses a bord del Demeter, un episodi que es troba inicialment al centre de la trama. Mentre camina a la platja, Mina, que és aquí la filla de Van Helsing, descobreix el cos inconscient de Earl, l'únic supervivent de l'enfonsament del vaixell. Llavors, Dràcula serà presentat a la gent que l'envolta: El Dr. Seward, amic del seu pare, Lucy Seward i el seu promès, Jonathan Harker. Mina, després Lucy, sucumbeixen ràpidament als encants del comte. El Dràcula que fa escenes aquí és molt sensual i distingit; també mostra una certa humanitat ja que és possible que s'enamori. L'acció es trasllada a la dècada de 1910, que accentua encara més la bretxa entre una Anglaterra decididament moderna i els valors endarrerits que porta el compte.

#### Produccions recents
L'any 1992, el príncep de la foscor, que havia desertat de les pantalles, va reaparèixer amb la pel·lícula de Francis Ford Coppola, d'un guió de James V. Hart: Dràcula de Bram Stoker amb el personatge del títol interpretat per Gary Oldman, acompanyat de Winona Ryder, Keanu Reeves i Anthony Hopkins. Aquesta pel·lícula, sens dubte la que segueix el treball de Stoker el més a prop possible, amb, però, moltes llibertats, presenta un ésser capaç de sentiments i el personatge tràgic que l'acosta als grans herois romàntics del XIX.
Aquesta adaptació de Coppola va provocar la reaparició de Dràcula a l'univers cinematogràfic.
El 1995, Mel Brooks va fer una versió paròdica anomenada Mossega com puguis (Dracula: dead and loving it) amb Steven Weber i Leslie Nielsen.
L'any 2000, Patrick Lussier va dirigir Dracula 2000, amb Gerard Butler i Christopher Plummer, en què el famós vampir ressuscita en els nostres temps. Patrick Lussier va dirigir, el 2003, una seqüela d'aquesta pel·lícula, titulada Dracula 2: ascension, que va rebre amb molta menys acollida la crítica.
El 2002, Guy Maddin va dirigir l'adaptació cinematogràfica de la versió del Royal Winnipeg Ballet amb el títol Dracula: Pages From a Virgin's Diary), amb Zhang Wei -Qiang i Tara Birtwhistle.
El 2012, el director italià de cinema de terror Dario Argento va dirigir Dracula 3D amb Thomas Kretschmann en el paper principal.
El 2014, Gary Shore va dirigir Dracula Untold amb Luke Evans en el paper principal.

### Còmics
El mite de Dràcula ha inspirat diversos escriptors de còmics, alguns respectant fidelment la trama de la novel·la de Stoker, d'altres apropant-se a la imatgeria popular que transmeten les pel·lícules, i d'altres, oferint una visió més personal del rei dels vampirs.
Com moltes llegendes i mitologies, el comte Dràcula s'ha incorporat a l'univers superheroic dels còmics de la Marvel. La sèrie The Tomb of Dracula va durar setanta números entre 1972 i 1979, inclòs el període escrit per Marv Wolfman i dibuixat per Gene Colan, sempre entintat per Tom Palmer en els setanta números, i va tenir cinc Giant-Size, tots ells incoent material original. El vampir s'assembla a una supermalvat; es caracteritza pels seus comportaments aristocràtics, que contradiuen el seu gust per la crueltat gratuïta i la seva sanguinària obsessió. La sèrie combina elements de les pel·lícules (la capacitat de transformar-se en una ratapinyada, presentada com un superpoder) amb personatges de la novel·la (Quincy Harker) o inventats per a l'ocasió (Hannibal King, Blade). El personatge també va protagonitzar les revistes en blanc i negre Dracula Lives! (1973-1975) i Tomb of Dracula vol.2 (1979-1980). Wolfman i Colan reviuran el seu personatge favorit en les sèries limitades Tomb of Dracula vol.3 (1991-1992) i The Curse of Dracula, la darrera a Dark Horse el 1998. També podem destacar l'aparició de Dràcula a Uncanny X-Men nº 159 i Annual nº 6 el 1982, els dos dibuixats per Bill Sienkiewicz i escrits per Chris Claremont. També va tenir un paper destacat a X-Men en els inicis del volum del 2010.
Dos dissenyadors de parla hispana es van enfrontar a aquest arquetip d'estils molt diferents. Respecte el text i l'esperit de l'obra original, Dracula, de Fernando Fernández, publicat a la revista mensual espanyola Creepy i després com a àlbum per edicions Campus el 1985, s'assembla més a una successió de pintures que a una historieta convencional. Les plaques estan pintades en oli i recitacions llargues adornen les vinyetes. La versió de l'argentí Alberto Breccia a Les Humanoïdes Associés el 1993, reeditada per Rackham el 2006, és una sàtira política on el caràcter grotesc del protagonistes és subratllat per una factura que recorda Kokoschka. Produïda durant la dictadura militar a l'Argentina, aquesta col·lecció d'històries silencioses és una metàfora de la relació entre dictador-vampir i pople-víctimes.
El 2005, Pascal Croci va concretar un projecte ambiciós que tenia durant molt de temps. Aquest autor complet va quedar marcat indeleblement per la pel·lícula Mark of the Vampire i mitjançant la lectura, a l'edat de 12, l'edició Marabout de Dràcula. Amb la seva parella i co-escriptora Françoise-Sylvie Pauly, aborda el tema des de diferents angles en un díptic. Le Prince Valaque Vlad Tepes (Emmanuel Proust, 2005) descriu la trobada fictícia entre Bram Stoker i un arxiver del Museu Britànic que li explica la llegenda de Vlad Țepeș Drăculea. A la segona part, Le Mythe raconté par Bram Stoker (2007), el príncep dels Carpats no és representat i l'amenaça que planteja es basa en el suggeriment. L'àlbum està dividit en tres històries complementàries, mostrant cadascuna el temperament d'un personatge diferent: la candor de Jonathan Harker, la passivitat de Mina i el voluntarisme de Van Helsing.
El guionista Yves H. va emprendre un enfocament similar a Casterman el 2006. Associat a tres dibuixants, explora tres facetes del mite a Sur les traces de Dracula. El primer volum, Vlad l'empaleur, és una biografia històrica del príncep de Valàquia dibuixada per Hermann; el segon, dibuixat per Séra, posa en paral·lel la vida de Stoker i extractes de la novel·la per explicar-ne la gènesi; el tercer presenta una aventura a la Transsilvània contemporània amb dibuixos de Dany).
El 2012, Scott Snyder va escriure una sèrie limitada anomenada American Vampire: Lord of Nightmares, que té lloc a l'univers de la seva sèrie mare, American Vampire; aquesta història se centra en el retorn de Dràcula.
El 2019, Georges Bess va publicar la seva adaptació de la novel·la de Stoker Bram Stoker's Dracula de Glénat seleccionada per al premi BD Fnac France Inter 2020 i al Festival Internacional del Còmic d'Angoulême el 2020, que és una adaptació fidel de la novel·la original amb un dibuix realista i "gòtic" que recrea l'univers tant victorià com fatal de la novel·la.

### Videojocs
El personatge de Dràcula també influeix en el món dels jocs.
Un dels primers videojocs sobre el tema, Dracula, es va desenvolupar el 1983 per a la consola domèstica Intellivision.
La principal sèrie vampírica principal és, certament, Castlevania, les diferents iteracions relacionen sobretot les baralles entre la família Belmont i Dràcula. Començada el 1986, la sèrie fa de Dràcula el seu principal antagonista. Ressuscita cada 100 ans, amb el seu immens castell (escenari dels fets de cada joc) per esclavitzar la humanitat, però és derrotat cada cop, normalment per un membre del clan de Belmont, famosos caçadors de vampirs o pel seu propi fill, Alucard. Apareix als jocs vestit amb roba elegant i fosca, té la pell molt pàl·lida, els cabells llargs i blancs i els ulls vermells. La franquícia continua en els anys 2010, però es va desvincular del treball original de Bram Stoker.
Els vampirs apareixen al popular joc, The Sims 2. En el joc, els vampirs (sempre anomenats comte) tenen la pell blanca, els ulls vermells, els cabells d'esquena perfectament tallats, el vestit tradicional i els famosos canins punxeguts. Es poden convertir en ratpenats i mossegar-los les víctimes al coll.
Altres jocs, independents els uns dels altres, es relacionen directament amb el comte: Son of Dracula, Kid Dracula, Dracula Resurrection (que va iniciar quatre seqüeles), Bram Stoker's Dracula i Dracula Origin.
Dràcula també va inspirar altres malvats, al videojoc Duck Tales Remastered, l'enemic final és un ànec vampir Drake Von Vladstone, també anomenat Dracula Duck.

### Àlbums musicals
Dràcula també va inspirar la creació d'àlbums musicals, sense comptar els que reprodueixen les cançons de comèdies musicals. Així, el duet compost pel cantant Jørn Lande i el guitarrista Trond Holter va fer una òpera rock el 2015, Dracula - Swing of Death, pertanyent al heavy metal melòdic.

### Joc de rol
A Vampire: The Masquerade, publicat el 1991, Dràcula és designat com a vampir del clan Tzimisce. Aquest clan de Sabbath és un dels enemics de la camarilla al món de la foscor.
A Vampire: The Requiem, Dràcula va fundar l'Ordo Dracul, una secta de místics i investigadors ocults els membres de la qual volen transcendir el vampirisme i la seva maledicció.